# Fun in the Studio
Fun in the Studio è un cortometraggio muto del 1907 diretto da A.E. Coleby.

## Trama
Un uomo ubriaco viene travestito da cupido da un artista.